# Чавлейшвили, Василий Геронтиевич
Василий Геронтиевич Чавлейшвили (1923 год, село Натанеби, Озургетский уезд, Грузинская ССР) — бригадир колхоза имени Берия Махарадзевского района, Грузинская ССР. Герой Социалистического Труда (1949).

## Биография
Родился в 1923 году в крестьянской семье в селе Натанеби Озургетского уезда (сегодня — Озургетский муниципалитет). Окончил местную сельскую школу. С конца 1930-х годов — рядовой колхозник, бригадир колхоза имени Берия Мхарадзевского района (с 1953 года — колхоз имени Ленина), председателем которого был Василий Виссарионович Джабуа.
В 1948 году бригада под его руководством собрала 7235 килограмм сортового листа зелёного чая на участке площадью 6,4 гектара. За эти выдающиеся трудовые достижения был награждён Орденом Ленина.
В последующие годы бригада Василия Чавлейшивили показывала высокие результаты в чаеводстве. Указом Президиума Верховного Совета СССР от 23 июля 1951 года удостоен звания Героя Социалистического Труда за «получение в 1950 году высоких урожаев сортового зелёного чайного листа» с вручением ордена Ленина и золотой медали «Серп и Молот».
Этим же Указом званием Героя Социалистического Труда были награждены труженики колхоза имени Берия, в том числе бригадиры Валерьян Алексеевич Бабилодзе, Дмитрий Несторович Баканидзе, Иван Кириллович Горгиладзе, Касьян Павлович Тавадзе, Пармен Кириллович Тавадзе, Владимир Илларионович Центерадзе, звеньевые Тамара Самсоновна Центерадзе, колхозницы Александра Теопиловна Болквадзе, Александра Самсоновна Гобронидзе.
После выхода на пенсию проживал в родном селе Натанеби.
Награды
- Герой Социалистического Труда
- Орден Ленина — дважды (29.08.1949; 1951)